# Asterobemisia lata
Asterobemisia lata es un hemíptero de la familia Aleyrodidae, con una subfamilia: Aleyrodinae.
Fue descrita científicamente por primera vez por Danzig en 1966.